# Château de Souché
Le château de Souché est un château situé à Saint-Aignan-Grandlieu, en France.

## Localisation
Ancien manoir d'origine médiévale, acquis en 1830 par Charles Chesneau, notaire à Nantes. Les communs ont été construits sur le modèle clissonnais vers 1830-1840.
La paroisse de Saint-Aignan contient 1285 habitants ; elle est située à 3 lieues au Sud Ouest de Nantes, et à une lieue et un tiers de Bouaye. Son territoire très fertile, produit en abondance du blé, des vignes et du bois ; il est borné au Sud par le lac de Grand-Lieu, auprès duquel sont de belles prairies et des marais ; la forêt Basse est en partie dans cette commune.
L'histoire rapporte que le duc Alain Barbetorte, attaqua les Normands qui s'étaient retranchés près du lac de Grand-lieu, dans Saint-Aignan; que la victoire resta indécise, et que les Bretons excédés de fatigue se retirèrent et allèrent se rafraîchir à la fontaine de Faux-Choux qui est encore en vénération dans le pays. Alain après, quelques heures de repos, retourna au combat, battit les Normands et les força à prendre la fuite. C'est en 936 que ce combat eut lieu. On voit auprès du château de Saint-Aignan l'île d'Un dans laquelle se trouvent les vestiges d'un camp retranché que l'on attribue aux Normands. Il y avait autrefois haute justice appartenant à M. de Saint-Aignan. On voit en outre dans cette paroisse le château de Souché, qui était très-fort anciennement, qui a même soutenu plusieurs sièges. Il y a foire à Saint-Aignan le 7 mai et le 15 juin.
Le château est situé sur la commune de Saint-Aignan-Grandlieu, dans le département de la Loire-Atlantique.

## Historique
Le monument est inscrit au titre des monuments historiques en 2000.